# Rozalia Jeziorkowska

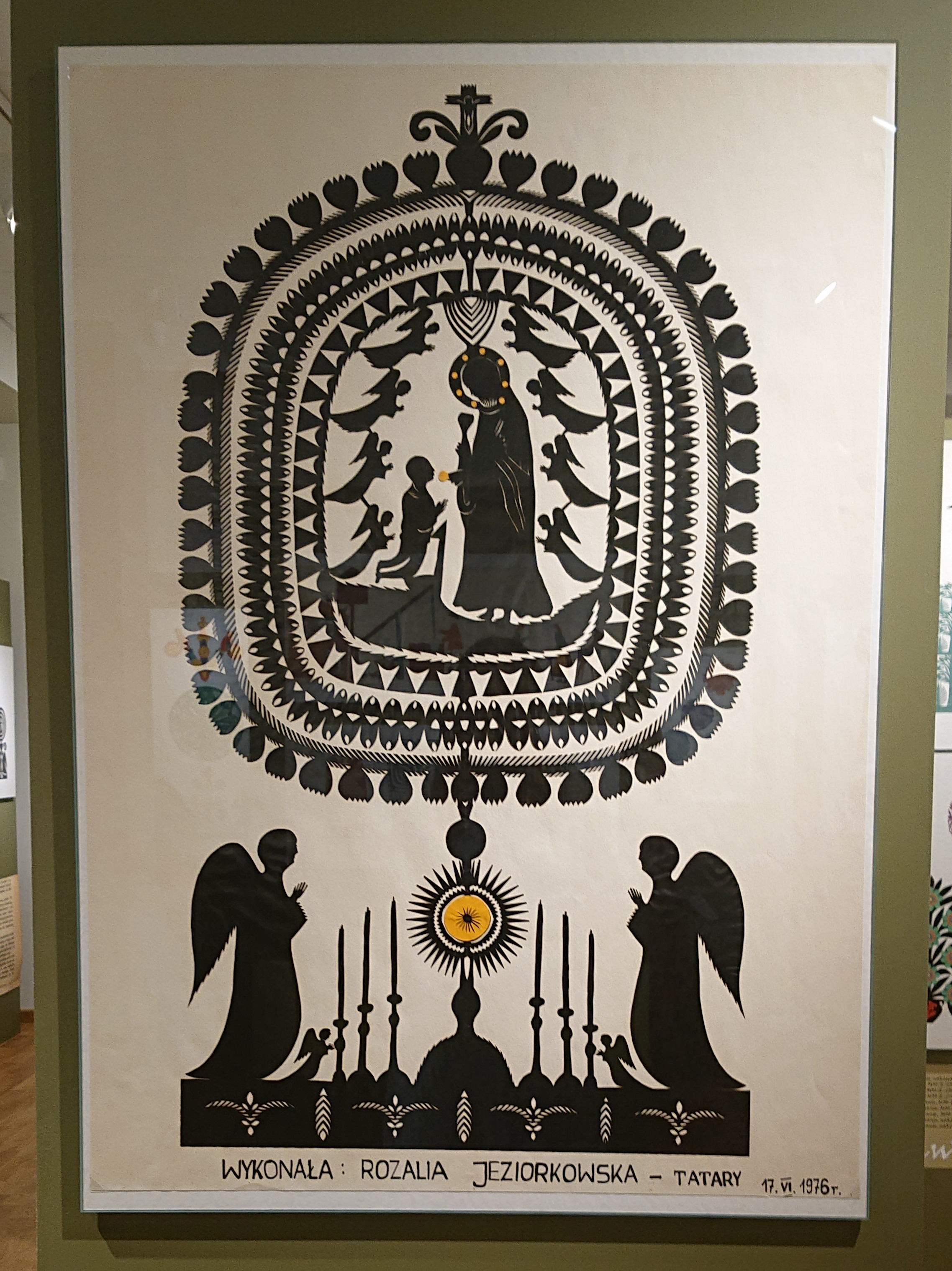
Wycinanka Rozalii Jeziorkowskiej na wystawie w Muzeum Kultury Kurpiowskiej w Ostrołęce

Rozalia Jeziorkowska (ur. 23 stycznia 1911 w Chudku, zm. 23 sierpnia 2002) – wycinankarka z Puszczy Zielonej, laureatka Nagrody im. Oskara Kolberga.

## Życiorys
Była córką Józefa i Katarzyny z Mrozów małżonków Grzybów. Po wyjściu za mąż w 1928 wraz z mężem Janem prowadziła w Tatarach gospodarstwo rolne.
Wycinankarstwa nauczyła się w domu od matki. Pomagała jej dekorować izby wycinankami, wykonywać pająki zawieszane u sufitu oraz firanki z bibuły w oknach. Zetknięcie się z innymi twórczyniami w Tatarach pozwoliło jej rozwinąć zdolności. W końcu lat 30. XX wieku jej wycinanki były sprzedawane odbiorcom spoza wsi. Jej prace charakteryzowały archaiczne i proste ornamenty. Specjalizowała się w wycinaniu ptaków, szczególnie kogutów i pawi, które charakteryzowały niepowtarzalne kształty i bogata kolorystyka. Zachowała archaiczny kształt wycinanki, uzupełniony jednak drobną ornamentyką, na co wpływały jej własne gusta i zapotrzebowanie, tj. zamówienia z ośrodków miejskich, dla których głównie wykonywała prace.
Po II wojnie światowej działała na rzecz rozkwitu sztuki ludowej na Kurpiach. W 1948, na pierwszym po wojnie konkursie sztuki ludowej w Kadzidle, zdobyła I nagrodę. Sukces powtórzyła rok później, biorąc udział w kadzidlańskim konkursie na zdobienie chat oraz w konkursie na wycinankę w Myszyńcu w 1953. Jej prace prezentowano na ogólnopolskiej wystawie sztuki ludowej w Warszawie w 1955 w ramach V Światowego Festiwalu Młodzieży i Studentów. Brała udział w konkursach i wystawach ogólnopolskich (Łowicz, Warszawa, Toruń, Płock). Od 1970 regularnie uczestniczyła w konkursach na palmy wielkanocne w Łysych i Lipnikach. Pojawiała się na licznych imprezach folklorystycznych w Ostrołęce, Pułtusku, Myszyńcu, Kadzidle, Nowogrodzie oraz Łomży. Reprezentowała Spółdzielnię Rękodzieła Ludowego i Artystycznego „Kurpianka” w Kadzidle, którą współzakładała i była jej wieloletnią współpracowniczką, na Cepeliadach i targach sztuki ludowej w Warszawie, Krakowie, Kazimierzu Dolnym, Płocku, Ostrołęce i Białymstoku.
W 1974 otrzymała brązowy medal z okazji XXV-lecia Cepelii. Była stypendystką Ministerstwa Kultury i Sztuki. W 1981 została laureatką Nagrody im. Oskara Kolberga. Otrzymała Medal 40-lecia PRL.
Była członkinią Stowarzyszenia Twórców Ludowych.
Jej prace mają w zbiorach Muzeum Kultury Kurpiowskiej w Ostrołęce, Muzeum Północno-Mazowieckie w Łomży, Muzeum Podlaskie w Białymstoku, Państwowe Muzeum Etnograficzne w Warszawie, Muzeum Etnograficzne im. Marii Znamierowskiej-Prüfferowej w Toruniu, Muzeum Mazowieckie w Płocku, Muzeum Etnograficzne im. Seweryna Udzieli w Krakowie, Muzeum Szlachty Mazowieckiej w Ciechanowie i Centrum Kultury Kurpiowskiej im. ks. Mieczysława Mieszki w Kadzidle. Dzieła Rozalii Jeziorkowskiej można znaleźć w kolekcjach prywatnych w Polsce i za granicą.
W 1986 przeszła na emeryturę. Od 1994 mieszkała w Ostrołęce. Umiejętności przekazała dzieciom (Józef, Maria, Jan, Czesław, Wacław) i wnukom.
Została pochowana na cmentarzu parafialnym w Kadzidle.

## Upamiętnienie
W 2020 była jedną z bohaterek wystawy pt. Wycinanka kurpiowska z Puszczy Zielonej przygotowanej przez Muzeum Kultury Kurpiowskiej w Ostrołęce.